# Calificările pentru Campionatul Mondial FIFA 2018
Calificările pentru Campionatul Mondial de Fotbal 2018 decid 31 din cele 32 de echipe care vor juca la Cupa Mondială, cu gazdele, Rusia, calificată automat. Toate cele 209 asociații membre FIFA sunt eligibile pentru a intra în procesul de calificare. Tragerea la sorți a avut loc pe 25 iulie 2015, la Palatul Konstantinovski din Strelna, Sankt Petersburg.

## Echipe calificate

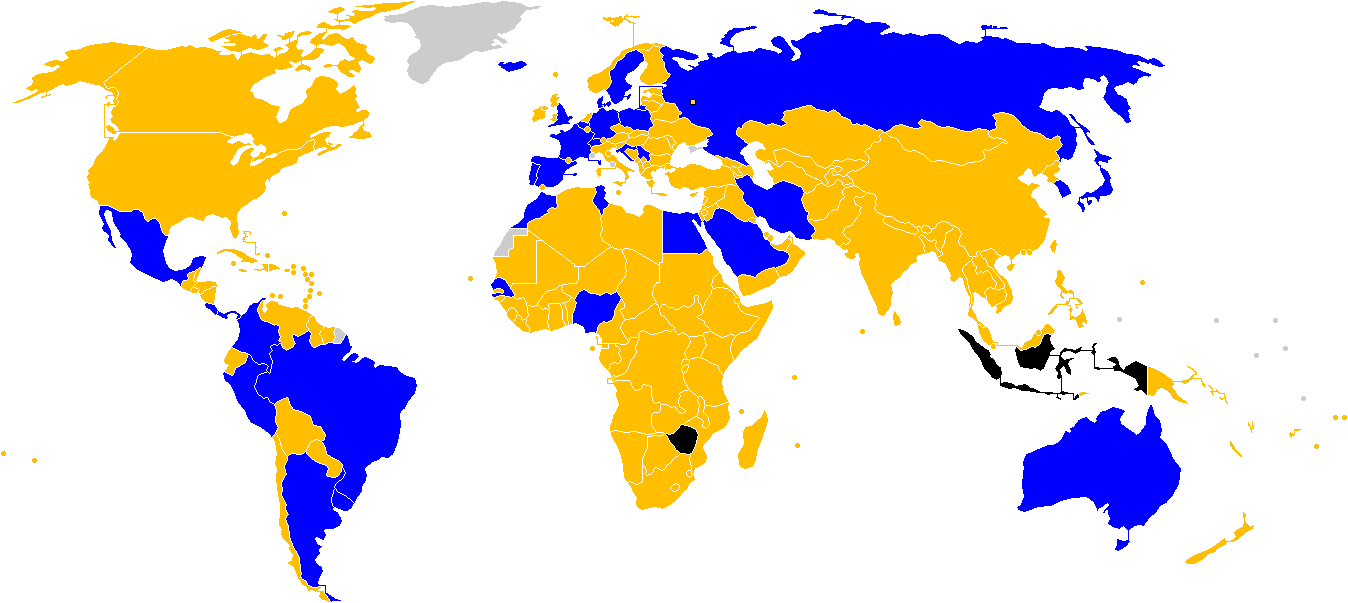
Echipe calificate
Echipe în fază de calificare
Echipe necalificate
Echipe descalificate

Echipe calificate
     Echipe în fază de calificare
     Echipe necalificate
     Echipe descalificate
| Echipa         | Metoda calificării | Data calificării  | Apariție în finală | Ultima apariție | Cea mai bună performanță anterioară        | Clasamentul FIFA la începutul calificărilor |
| -------------- | ------------------ | ----------------- | ------------------ | --------------- | ------------------------------------------ | ------------------------------------------- |
| Rusia          | Gazdă              | 2 decembrie 2010  | 11                 | 2014            | Locul patru (1966)                         |                                             |
| Brazilia       | CONMEMBOL          | 28 martie 2017    | 21                 | 2014            | Câștigători (1958, 1962, 1970, 1994, 2002) |                                             |
| Iran           | AFC                | 12 iunie 2017     | 2                  | 2014            | Faza Grupelor (1978, 1998, 2006, 2014)     |                                             |
| Japonia        | AFC                | 31 august 2017    | 5                  | 2014            | Runda șaisprezecimilor (2002, 2010)        |                                             |
| Mexic          | CONCACAF           | 1 septembrie 2017 | 15                 | 2014            | Sferturi de finală (1970, 1986)            |                                             |
| Belgia         | UEFA               | 3 septembrie 2017 | 13                 | 2014            | Locul 4 (1986)                             |                                             |
| Coreea de Sud  | AFC                | 5 septembrie 2017 | 10                 | 2014            | Locul 4 (2002)                             |                                             |
| Arabia Saudită | AFC                | 5 septembrie 2017 | 5                  | 2006            | Șaisprezecimi (1994)                       |                                             |
| Germania       | UEFA               | 5 octombrie 2017  | 19                 | 2014            | Câștigători (1954, 1974, 1990, 2014)       |                                             |
| Anglia         | UEFA               | 5 octombrie 2017  | 15                 | 2014            | Câștigători (1966)                         |                                             |
| Spania         | UEFA               | 6 octombrie 2017  | 15                 | 2014            | Câștigători (2010)                         |                                             |
| Nigeria        | CAF                | 7 octombrie 2017  | 6                  | 2014            | Șaisprezecimi (1994, 1998, 2014)           |                                             |
| Costa Rica     | CONCACAF           | 7 octombrie 2017  | 5                  | 2014            | Sferturi de finală (2014)                  |                                             |
| Polonia        | UEFA               | 8 octombrie 2017  | 8                  | 2006            | Locul trei (1974, 1982)                    |                                             |
| Egipt          | CAF                | 8 octombrie 2017  | 3                  | 1990            | Runda unu (1934, 1990)                     |                                             |
| Islanda        | UEFA               | 9 octombrie 2017  | 1                  | —               | —                                          |                                             |
| Serbia         | UEFA               | 9 octombrie 2017  | 12                 | 2010            | Locul 4 (1930, 1962)                       |                                             |
| Portugalia     | UEFA               | 10 octombrie 2017 | 7                  | 2014            | Locul 3 (1966)                             |                                             |
| Franța         | UEFA               | 10 octombrie 2017 | 15                 | 2014            | Câștigători (1998)                         |                                             |
| Uruguay        | CONMEBOL           | 10 octombrie 2017 | 13                 | 2014            | Câștigători (1930, 1950)                   |                                             |
| Argentina      | CONMEBOL           | 10 octombrie 2017 | 17                 | 2014            | Câștigători (1978, 1986)                   |                                             |
| Columbia       | CONMEBOL           | 10 octombrie 2017 | 6                  | 2014            | Sferturi de finală (2014)                  |                                             |
| Panama         | CONCACAF           | 10 octombrie 2017 | 1                  | —               | —                                          |                                             |
| Senegal        | CAF                | 10 noiembrie 2017 | 2                  | 2002            | Sferturi de finală (2002)                  |                                             |
| Maroc          | CAF                | 11 noiembrie 2017 | 5                  | 1998            | Șaisprezecimi (1986)                       |                                             |
| Tunisia        | CAF                | 11 noiembrie 2017 | 5                  | 2006            | Faza Grupelor (1978, 1998, 2002, 2006)     |                                             |

## Procesul de calificare

### Rezumatul calificării
|  | Notă: Numărul de echipe participante la turneul principal este de 32. Diviziile de pe continente, totuși, în august 2014 nu a fost anunțată. Lista de mai jos se bazează pe procedura din turneele 2010 și 2014 . |

|              |                 |                                      |                                     |                                 |                           |                         |                              |                                |
| Confederație | Echipe la start | Echipele care au obținut calificarea | Echipă care pot încă să se califice | Echipele care au fost eliminate | Locurile rămase în finală | Total locuri din finală | Data începerii calificărilor | Data sfîrșitului calificărilor |
| AFC          | Max 46          | 1                                    | 41                                  | 34                              | 4 sau 5                   | 4 sau 5                 | 12 martie 2015               | 10 octombrie 2017              |
| CAF          | Max 54          | 0                                    | 53                                  | 33                              | 5                         | 5                       | 5 octombrie 2015             |                                |
| CONCACAF     | Max 35          | 0                                    | 35                                  | 29                              | 3 sau 4                   | 3 sau 4                 | 23 martie 2015               | 10 octombrie 2017              |
| CONMEBOL     | Max 10          | 1                                    | 7                                   | 2                               | 4 sau 5                   | 4 sau 5                 | 5 octombrie 2015             | 2017                           |
| OFC          | Max 11          | 0                                    | 4                                   | 7                               | 0 sau 1                   | 0 sau 1                 | 31 august 2015               | 15 noiembrie 2016              |
| UEFA         | Max 52+1        | 0+1                                  | 52                                  | 0                               | 13                        | 13+1                    | Septembrie 2016              | Noiembrie 2017                 |
| Total        | Max 208+1       | 1+1                                  | 202                                 | 105                             | 31                        | 31+1                    | 12 martie 2015               | TBC                            |

## Calificarea pe confederații

### AFC
Reuniunea Comitetului Executiv AFC la 16 aprilie 2014 a aprobat propunerea să fuzioneze rundele de calificare la Campionatul Mondial 2018 și Cupa Asiei, care va fi extins la 24 de echipe la startul Cupa Asiei AFC 2019:
- Prima rundă: Cel mai jos echipe clasate vor juca acasă-și-în deplasare pentru a reduce numărul total de echipe la 40.
- Runda secundă: Cele 40 de echipe vor fi împărțite în opt grupe de câte cinci pentru a juca acasă-și-în deplasare, se califică cele opt câștigătoare de grupe plus cele mai bune 4 de pe locul doi vor avansa în runda a treia calificărilor pentru Campionatul Mondial de Fotbal și se vor califica finala Cupa Asiei AFC.
- A treia rundă: Cele 12 echipe (o creștere de la 10 de la 2014) vor fi împărțite în două grupe de câte șase pentru a juca acasă-și-deplasare meciuri round-robin. În funcție de numărul de calificați de la AFC, primele două echipe din fiecare grupă se vor califica pentru Campionatul Mondial de Fotbal 2018, și cele doua echipe de pe locul trei vor avansa în runda a patra.
- A patra rundă: În funcție de numărul de calificați de la AFC, cele doua echipe situate pe locul trei în runda a treia va juca împotriva celuilalt acasă-și-deplasare două tururi pentru a determina care echipa va avansa la play-off-uri inter-confederații.

Cele mai bune 24 de echipe eliminate de la Cupa Mondială în runda a doua de calificări vor fi împărțite în șase grupe de câte patru pentru locurile rămase pentru Cupa Asiei 2019 (runda a treia de calificări pentru Cupa Asiei 2019 va fi separată de runda a treia al Calificărilor pentru Campionatul Mondial de Fotbal 2018).

### CAF
Comitetul executiv CAF a aprobat formatul pentru Campionatul Mondial 2018 pe 14 ianuarie 2015:
- Prima rundă, Runda a doua, și Runda a treia: Echipele competitoare vor juca trei tururi preliminare pentru a reduce numărul echipelor la 20.
- Runda a patra: Cele 20 de echipe vor fi divizate în 5 grupe pentru a juca acasă și în deplasare într-un mini-turneu round-robin. Depinzînd de numărul de calificați , topul echipelor din fiecare grupă se vor califica la Campionatul Mondial de Fotbal 2018.

### CONCACAF
Un amendament la procesul de calificare pentru acest turneu a fost sugerat,  care ar vedea primele trei etape jucate în calitate de runde eliminatorii, cu runda a patra și ultima rundă (denumit în continuare "Hex") joacă în grupe. Prima rundă va fi jucată în timpul partidelor internaționale FIFA de pe 23-31 martie 2015. CONCACAF a anunțat toate detaliile pe 15 ianuarie 2015:
- Prima rundă: Un total de 14 de echipe (echipele clasate pe locurile 22-35) vor juca acasă și în deplasare într-un sistem tur-retur.
- Runda a doua: Un total de 20 de echipe (echipele clasate pe locurile 9-21 și 7 câștigătoare din prima rundă) vor juca acasă și în deplasare într-un sistem tur-retur.
- Runda a treia: Un total de 12 echipe (echipele clasate pe locurie 7-8 și 10 câștigătoare din runda a doua) vor juca acasă și în deplasare într-un sistem tur-retur.
- Runda a patra: Un total de 12 echipe (echipele clasate pe locurile 1-6 și 6 câștigătoare din runda a treia) vor fi divizate în trei grupe a cîte 4 echipe pentru a juca acasă și în deplasare într-un sistem mini-turneu round-robin tur-retur, unde primele clasate din fiecare grupă și 3 clasate pe locurile doi vor avansa in runda a cincea.
- Runda a cincea (Hexagon): 6 echipe vor juca acasă și în deplasare într-un sistem round-robin tur-retur. Depinzînd de numărul de calificați din CONCACAF, top trei echipe se vor califica la Campionatul Mondial de Fotbal 2018, și o a patra clasată va avansa pentru play-off-ul inter-confederații.

Tragerea la sorți pentru prima și a doua runda de calificări va avea loc pe 15 ianuarie 2015, 19:00 (EST) UTC−5 la W Hotel în Miami Beach, Statele Unite.

### CONMEBOL
Toate echipele vor juca într-o ligă singulară cu meciuri acasă și în deplasare într-un sistem round-robin. În funcție de numărul de calificați din confederația CONMEBOL, top patru echipe se vor califica la Campionatul Mondial de Fotbal 2018, iar o a cincea echipă va avansa în play-off-ul inter-confederații.
Spre deosebire de turneele de calificare anterioare în care au fost pre-determinate meciurile, meciurile viitoare vor fi decise prin tragere la sorți care va avea loc pe data de 25 iulie 2015 la Palatul Konstantinovsky din Sankt Petersburg, Rusia.

### OFC
Reuniunile Comitetului Executiv OFC la 29 martie și 20 octombrie 2014 a aprobat formatul Cupa Oceaniei pe Națiuni 2016, care se va dubla cu turneul de calificare pentru Campionatul Mondial de Fotbal 2018:
- Prima rundă: Samoa Americană, Insulele Cook, Samoa, and Tonga va juca un turneu round-robin într-un singur loc. Câștigătorul va avansa în runda a doua.
- Runda secundă: Câștigătorul primei runde se va alătura celor șapte echipe rămase (Fiji,  Noua Caledonie, Noua Zeelandă, Papua Noua Guinee, Insulele Solomon, Tahiti, și Vanuatu), și cele opt echipe vor fi trase la sorți în două grupe de câte patru. Fiecare grupă va juca un round-robin după regula acasă-deplasare. Câștigătorii de grupe și clasații vor avansa în runda a treia.
- Runda a treia: Cele patru echipe vor juca într-o grupă un round-robin dupa regulă acasă-deplasare. Câștigătorul se va califica pentru Cupa Confederațiilor FIFA 2017 in Rusia, și va avansa pentru play-off inter-confederații în noiembrie 2017 unde va juca cu o echipa din altă confederație pentru un loc la finala Cupei Mondiale 2018.[12]